# 陸劍二防空飛彈系統
陸劍二防空飛彈系統是中華民國的中山科學研究院研發的野戰防空系統。陸劍二為天劍二型飛彈的衍生型，由發射車發射，射程為15公里。

## 發展

### 研發與採購
陸射型劍二發射車首見於2007年台北國際航太暨國防工業展，使用商規福特底盤搭載四枚備射彈。相關的研發計畫被命名為「勁弩專案」，最終目標是發展結合雷達、陸射型劍二與自製40公厘快砲的新型短程防空系統。勁弩專案於2013年6月進行了初步戰術測評，由中科院研製的蜂眼雷達搜索與鎖定目標，並發射陸射型劍二飛彈擊落靶機。隔年，整套系統於屏東九鵬基地進行了第二次實彈測試，發射的兩枚飛彈分別擊落兩架靶機，宣告系統通過測評。然而，中華民國陸軍當時正處於AH-64E與UH-60M採購案的付款高峰期，加上陸劍二飛彈系統的定位不明，使陸軍在勁弩專案通過測評後仍未向中科院採購，而是沿用舊型捷羚防空飛彈系統與復仇者防空飛彈系統來擔負陸軍的野戰防空任務。
2018年，陸軍提出了「九項重要主戰裝備建案」，其中包括用以汰換老舊的檞樹防空飛彈系統與捷羚防空飛彈系統的「新型野戰防空武器」。同年五月，時任陸軍司令王信龍率隊參訪中科院及聽取簡報時，中科院即向軍方提出已通過測評的勁弩專案，以爭取軍方訂單。翌年，陸軍以「獵隼專案」為代號，編列預算向中山科學研究院採購陸劍二飛彈系統，預計汰換南台灣陸軍第八軍團防空群的檞樹防空飛彈系統。與同時具備機砲與飛彈系統的勁弩專案相比，陸軍在獵隼專案中僅採購飛彈系統，40毫米快砲則未採用。此案隨後於2021年以「新型野戰防空武器系統」的名稱編入民國110年度國防預算內。根據預算內容，陸軍預計以新台幣143億元的預算於2019至2026年間採購6套接戰管制系統、6套相位陣列雷達系統、29套發射載具與246枚劍二飛彈。由於陸海空軍對劍二的需求量大增，中科院也於2018年投資新台幣70億元以建置新廠房，使劍二飛彈的年產量由40枚提升至150枚。

### 服役
接收陸劍二防空飛彈系統後，中華民國陸軍發現其軟體、指揮管制系統與發射架出現問題，乘載系統的車體也有燈罩刮傷等缺失。對此，中科院表示車體缺失已在現場改正，國防部也於立法院報告中表示陸劍二已於2023年4月28日通過複測，並於同年5月9日正式交付部隊使用。
2024年4月15日上午9時許，陸軍第八軍團四三砲指部與陸軍第六軍團二一砲指部首度於國家中山科學研究院九鵬院區舉行的精準彈藥射擊操演時進行實彈射擊，成功命中靶機，展現優異攔截性能。

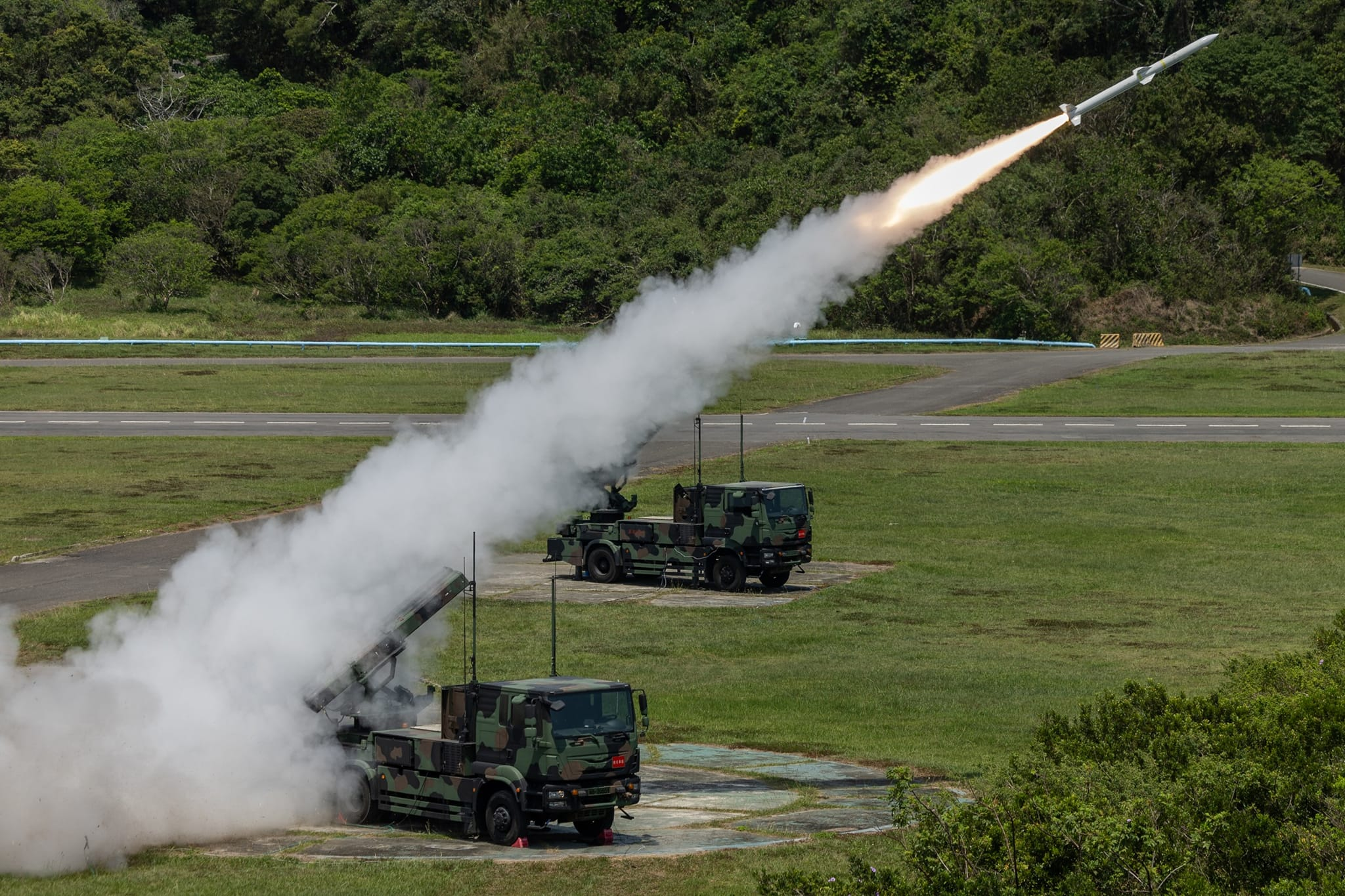
113年精準飛彈射擊訓練的精準彈藥射擊操演的陸劍二實彈射擊
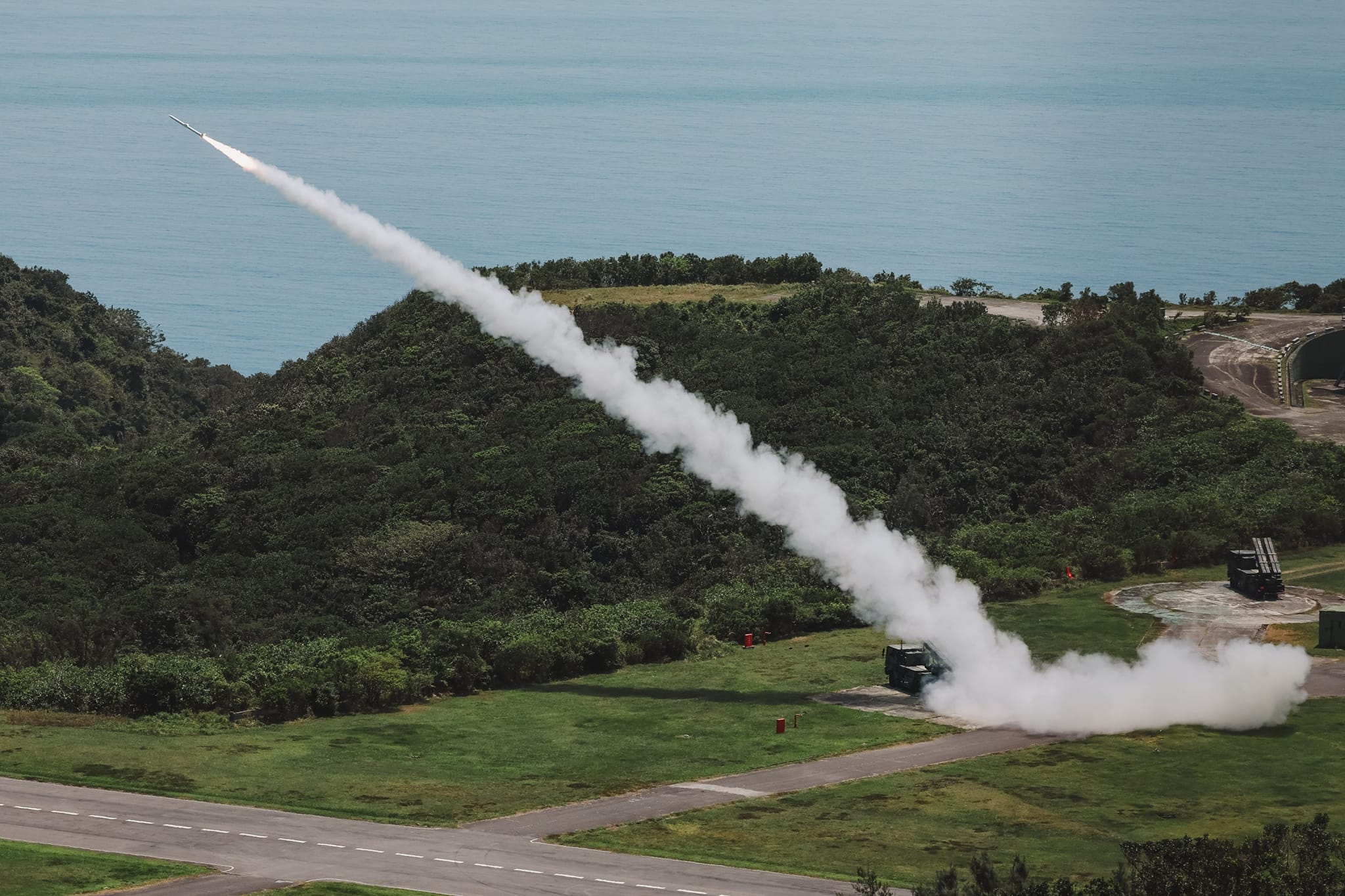
113年精準飛彈射擊訓練的精準彈藥射擊操演的陸劍二實彈射擊

## 陸劍二飛彈系統
一套陸劍二防空飛彈系統包含以下裝備：
- 一輛CS/MPQ-951相列雷達車
- 一輛CS/MYS-951接戰管制車

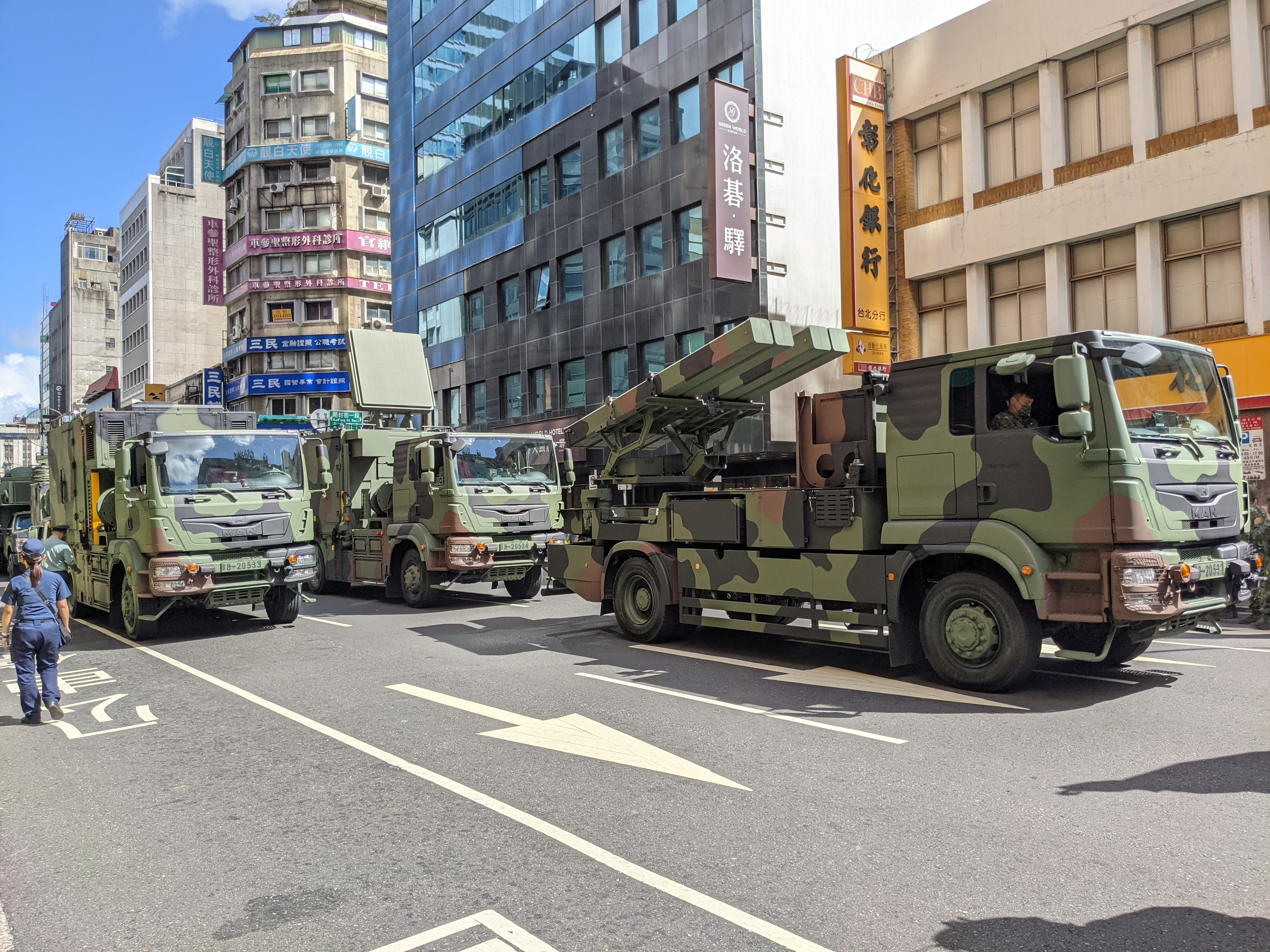
包含MPQ-90蜂眼雷達、指揮車與發射車的陸劍二防空飛彈系統

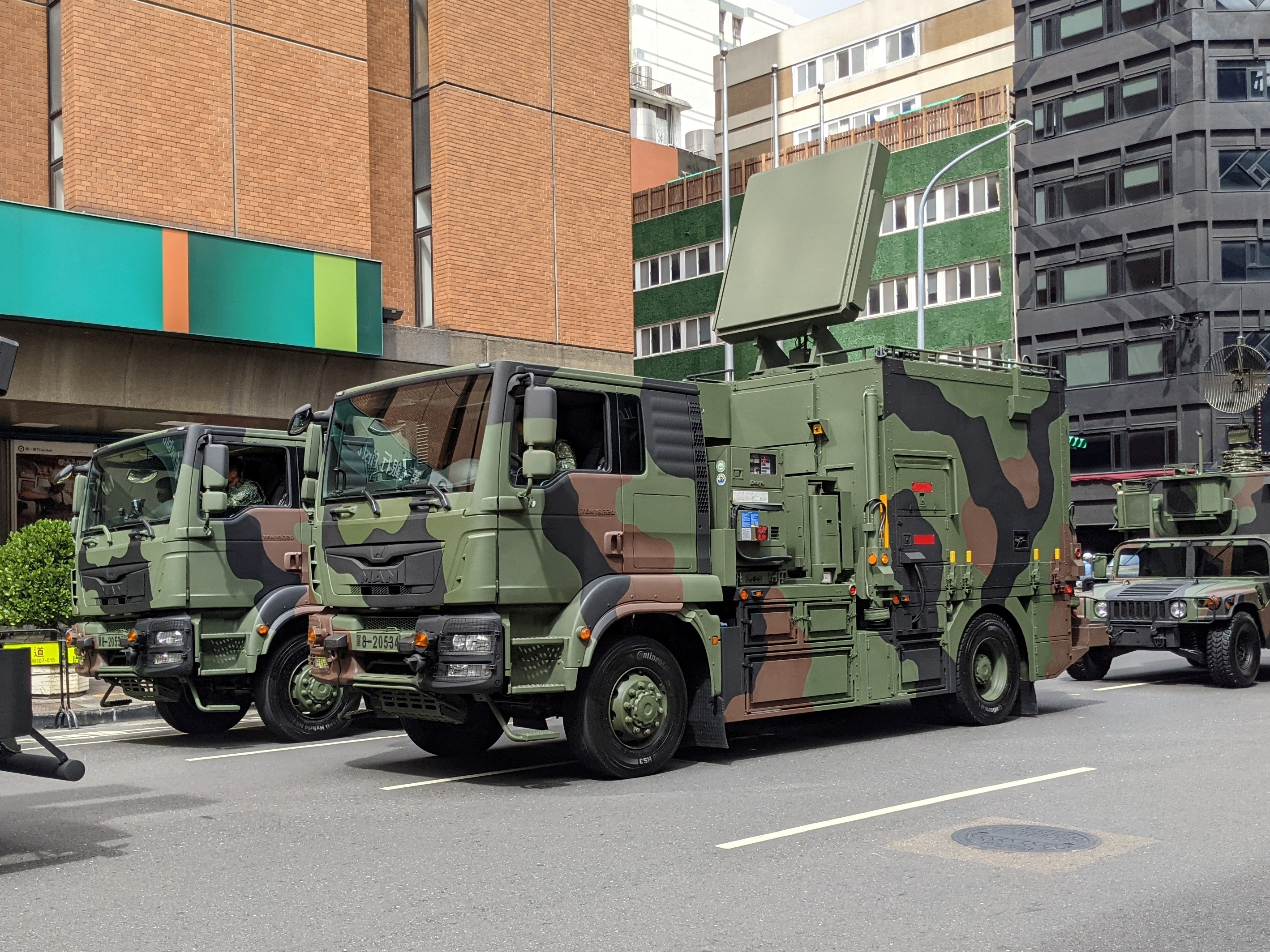
陸劍二防空飛彈系統中MPQ-90蜂眼雷達

- 4~5輛飛彈發射車，其中每輛可裝載4枚陸劍二飛彈
- 運彈車，其中每輛可裝載12枚陸劍二飛彈

以上裝備皆使用MAN集團生產之TGM 18.320 4×4卡車底盤

## 另見
- 天劍二型飛彈
- 海劍二防空飛彈系統
- 蜘蛛防空飛彈系統（英语：SPYDER）
- 11式短程地對空飛彈系統

## 外部連結
- 中山科學研究院的介紹頁面 （页面存档备份，存于）
- MDC軍武狂人夢的相關條目 （页面存档备份，存于）